# Rajd Krakowski 1997
Rajd Krakowski 1997 – 22. edycja Rajdu Krakowskiego. Był to rajd samochodowy rozgrywany od 24 do 26 kwietnia  1997 roku. Była to druga runda Rajdowych Samochodowych Mistrzostw Polski w roku 1997 oraz jedenasta runda Rajdowych Mistrzostw Europy w roku 1997. Rajd składał się z dwudziestu trzech odcinków specjalnych.

## Wyniki końcowe rajdu[1]
| Miejsce | Kierowca            | Pilot              | Samochód                  | Czas    | Strata | Grupa Klasa |
| ------- | ------------------- | ------------------ | ------------------------- | ------- | ------ | ----------- |
| 1       | Paweł Przybylski    | Krzysztof Gęborys  | Ford Escort WRC           | 2:03:49 | -      | A8          |
| 2       | Janusz Kulig        | Jarosław Baran     | Renault Mégane Maxi       | 2:03:52 | +3     | A7          |
| 3       | Robert Gryczyński   | Tadeusz Burkacki   | Toyota Celica GT-Four     | 2:04:01 | +12    | A8          |
| 4       | Robert Herba        | Dariusz Burkat     | Toyota Celica Turbo 4WD   | 2:05:13 | +1:24  | A8          |
| 5       | Piotr Świeboda      | Andrzej Górski     | Mitsubishi Lancer Evo III | 2:08:27 | +4:38  | N4          |
| 6       | Wiesław Stec        | Maciej Maciejewski | Mitsubishi Lancer Evo III | 2:10:54 | +7:05  | N4          |
| 7       | Jarosław Pineles    | Maciej Wodniak     | Mitsubishi Lancer Evo III | 2:15:02 | +11:13 | N4          |
| 8       | Zbigniew Stec       | Jakub Mroczkowski  | Mitsubishi Lancer Evo III | 2:15:49 | +12:00 | N4          |
| 9       | Holger Helle        | Per Brodersen      | Ford Escort RS Cosworth   | 2:16:10 | +12:21 | A8          |
| 10      | Bedřich Habermann   | Emil Horniaček     | Škoda Felicia Kit Car     | 2:18:00 | +14:11 | A7          |
| 11      | Leszek Kuzaj        | Artur Skorupa      | Mitsubishi Lancer Evo III | 2:19:10 | +15:21 | N4          |
| 12      | Wojciech Zaborowski | Jan Szymczak       | Opel Astra GSi 16V        | 2:20:21 | +16:32 | N3          |

1. 1 2  Nieliczony w klasyfikacji RSMP